# Eyrating
Øreting (Øretinget, Øyrating; nórdico antigo: Eyraþing), era uma ting em Trøndelag, na Noruega. Ela era localizada em Øra, foz do rio Nidelva no Trondheimsfjord. Øreting era uma ting comum para oito províncias em Trøndelag e na sua assembleia era que o Rei da Noruega era proclamado.